# Drudas
Drudas (prononcé [dʁydas] ; Drudàs en occitan) est une commune française située dans le département de la Haute-Garonne, en région Occitanie. Sur le plan historique et culturel, la commune est dans le pays de Rivière-Verdun, un petit pays d'élection de l'est de la Gascogne, à l'écart des grandes voies de communication, et s'étageant sur les terrasses de la rive gauche de la Garonne, entre la vallée de la Save et la Lomagne, et se prolongeant en Gascogne toulousaine.
Exposée à un climat océanique altéré, elle est drainée par le ruisseau de Dère, le ruisseau de Marguestaud, le ruisseau de la Goutoule, le ruisseau de mondy et par divers autres petits cours d'eau. La commune possède un patrimoine naturel remarquable composé d'une zone naturelle d'intérêt écologique, faunistique et floristique.
Drudas est une commune rurale qui compte 199 habitants en 2022, après avoir connu un pic de population de 554 habitants en 1831. Elle fait partie de l'aire d'attraction de Toulouse. Ses habitants sont appelés les Drudassiens ou  Drudassiennes.
Le patrimoine architectural de la commune comprend un immeuble protégé au titre des monuments historiques : le château, inscrit en 2010.

## Géographie

### Localisation
La commune de Drudas se trouve dans le département de la Haute-Garonne, en région Occitanie.
Elle se situe à 32 km à vol d'oiseau de Toulouse, préfecture du département, et à 20 km de Léguevin, bureau centralisateur du canton de Léguevin dont dépend la commune depuis 2015 pour les élections départementales.
La commune fait en outre partie du bassin de vie de Cadours.
Les communes les plus proches sont : 
Pelleport (2,2 km), Puysségur (3,1 km), Le Grès (3,5 km), Bellesserre (4,1 km), Caubiac (4,6 km), Cox (4,7 km), Lagraulet-Saint-Nicolas (4,7 km), Cadours (4,9 km).
Sur le plan historique et culturel, Drudas fait partie du pays de Rivière-Verdun, un petit pays d'élection de l'est de la Gascogne sis à l'écart des grandes voies de communication. Ce territoire s'étage sur les terrasses de la rive gauche de la Garonne, entre la vallée de la Save et la Lomagne, et se prolonge plein est en Gascogne toulousaine.
Drudas est limitrophe de six autres communes.
Les communes limitrophes sont  Bellesserre, Lagraulet-Saint-Nicolas, Launac, Le Burgaud, Pelleport et Puysségur.
| Lagraulet-Saint-Nicolas | Bellesserre | Le Burgaud |
| Puysségur               | Drudas      | Launac     |
|                         | Pelleport   |            |

### Géologie et relief
La superficie de la commune est de 1 117 hectares ; son altitude varie de 157  à   274 mètres.

### Hydrographie

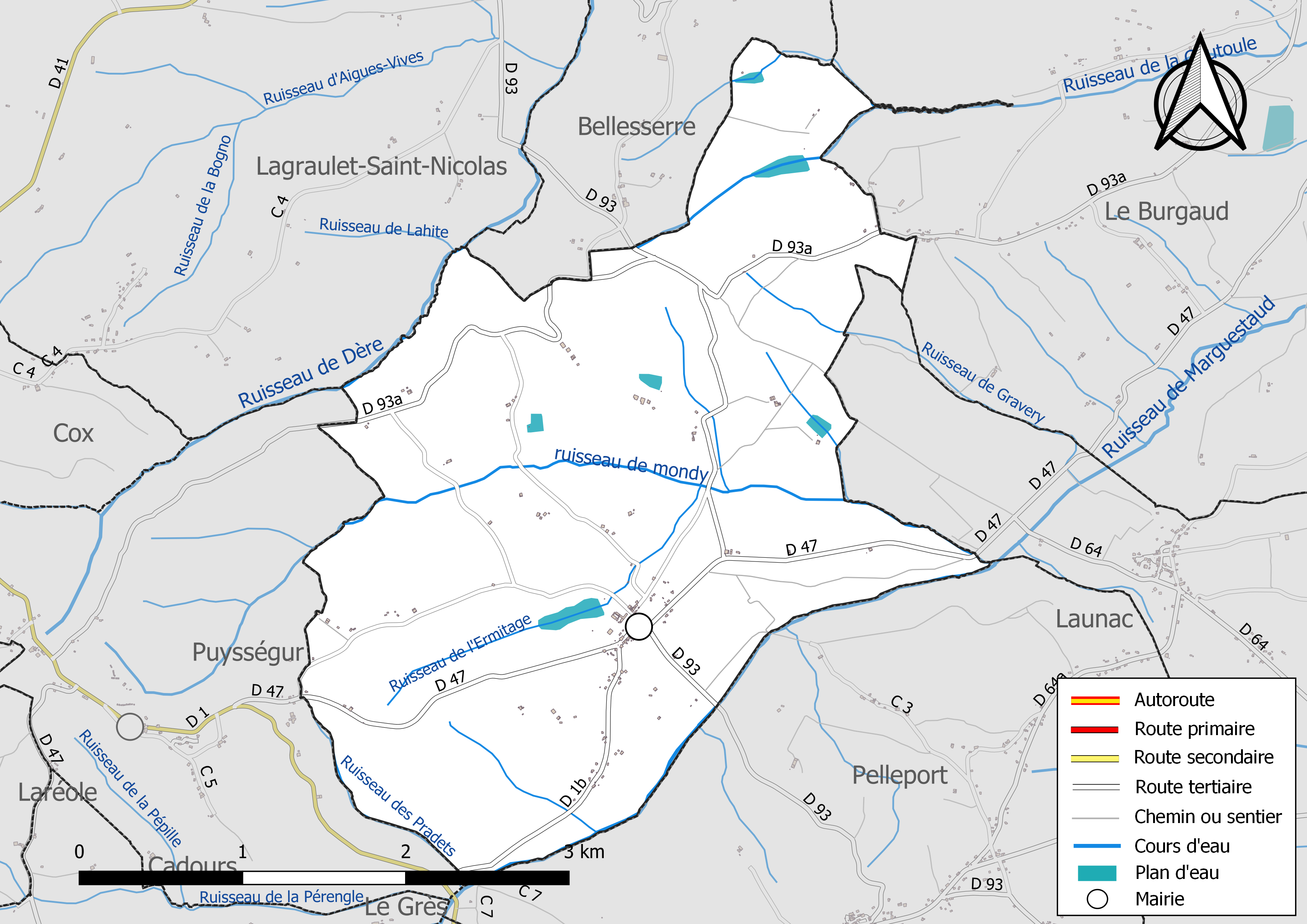
Réseaux hydrographique et routier de Drudas.

La commune est dans le bassin de la Garonne, au sein du bassin hydrographique Adour-Garonne. Elle est drainée par le ruisseau de Dère, le ruisseau de Marguestaud, le ruisseau de la Goutoule, le ruisseau de mondy, le ruisseau de Gravery, le ruisseau de Lahite, le ruisseau de l'Ermitage, le ruisseau des Pradets et par divers petits cours d'eau, constituant un réseau hydrographique de 16 km de longueur totale,.
Le ruisseau de Dère, d'une longueur totale de 15,7 km, prend sa source dans la commune de Puysségur et s'écoule du sud-ouest vers le nord-est. Il traverse la commune et se jette dans le ruisseau de Nadesse à Bouillac (82), après avoir traversé 8 communes.
Le ruisseau de Marguestaud, d'une longueur totale de 23,2 km, prend sa source dans la commune de Caubiac et s'écoule du sud-ouest vers le nord-est. Il traverse la commune et se jette dans la Garonne à Verdun-sur-Garonne (82), après avoir traversé 10 communes.

### Climat
Pour des articles plus généraux, voir Climat de l'Occitanie et Climat de la Haute-Garonne.
En 2010, le climat de la commune est de type climat du Bassin du Sud-Ouest, selon une étude s'appuyant sur une série de données couvrant la période 1971-2000. En 2020, Météo-France publie une typologie des climats de la France métropolitaine dans laquelle la commune est exposée à un climat océanique altéré et est dans la région climatique Aquitaine, Gascogne, caractérisée par une pluviométrie abondante au printemps, modérée en automne, un faible ensoleillement au printemps, un été chaud (19,5 °C), des vents faibles, des brouillards fréquents en automne et en hiver et des orages fréquents en été (15 à 20 jours).
Pour la période 1971-2000, la température annuelle moyenne est de 12,9 °C, avec une amplitude thermique annuelle de 15,3 °C. Le cumul annuel moyen de précipitations est de 742 mm, avec 9,9 jours de précipitations en janvier et 5,8 jours en juillet. Pour la période 1991-2020, la température moyenne annuelle observée sur la station météorologique la plus proche, située sur la commune de Blagnac à 27 km à vol d'oiseau, est de 14,2 °C et le cumul annuel moyen de précipitations est de 627,0 mm,. Pour l'avenir, les paramètres climatiques de la commune estimés pour 2050 selon différents scénarios d'émission de gaz à effet de serre sont consultables sur un site dédié publié par Météo-France en novembre 2022.

### Milieux naturels et biodiversité

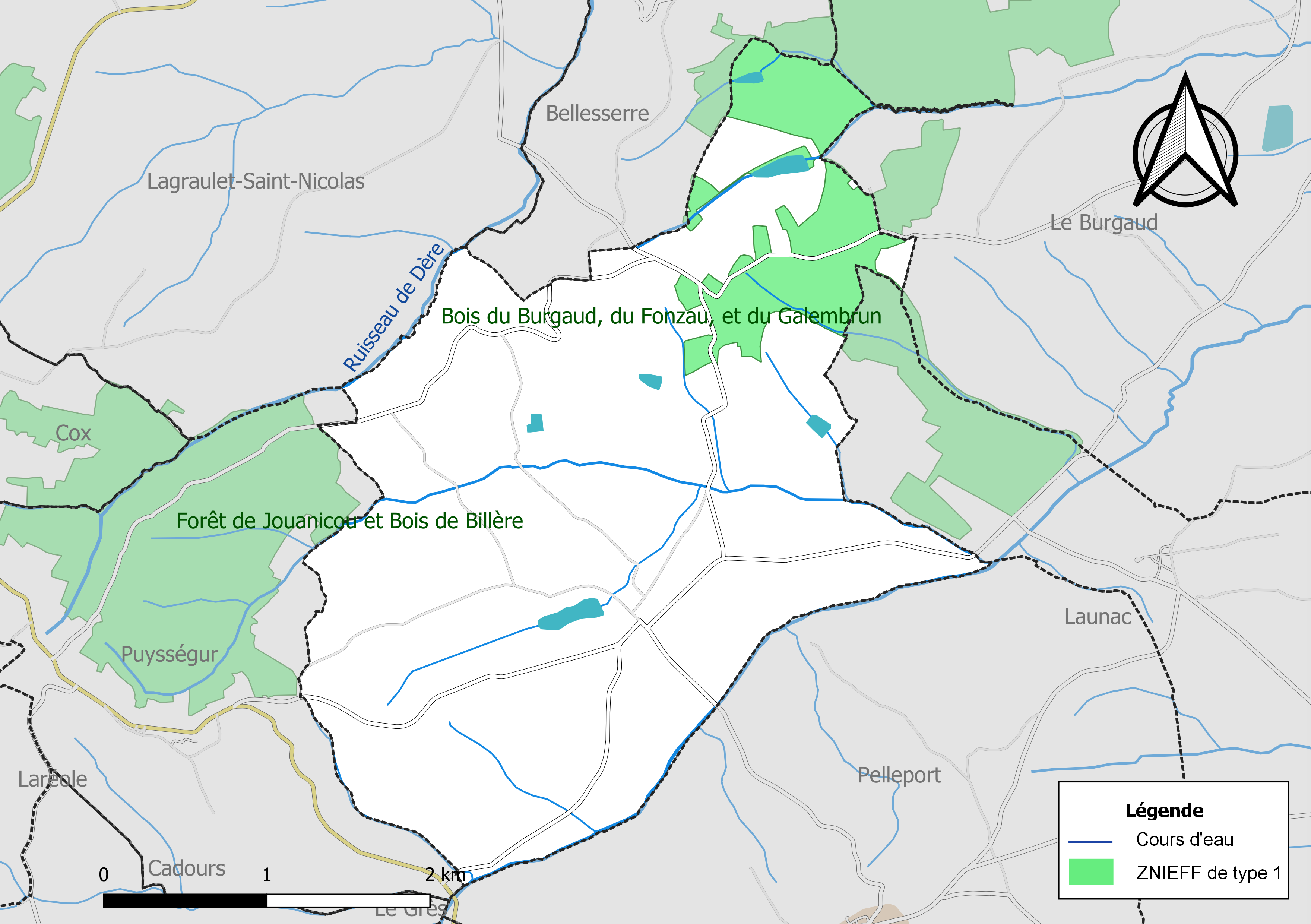
Carte de la ZNIEFF de type 1 localisée sur la commune.

L’inventaire des zones naturelles d'intérêt écologique, faunistique et floristique (ZNIEFF) a pour objectif de réaliser une couverture des zones les plus intéressantes sur le plan écologique, essentiellement dans la perspective d’améliorer la connaissance du patrimoine naturel national et de fournir aux différents décideurs un outil d’aide à la prise en compte de l’environnement dans l’aménagement du territoire.
Une ZNIEFF de type 1 est recensée sur la commune :
les « bois du Burgaud, du Fonzau, et du Galembrun » (560 ha), couvrant 5 communes dont quatre dans la Haute-Garonne et une dans le Tarn-et-Garonne.

## Urbanisme

### Typologie
Au 1er janvier 2024, Drudas est catégorisée commune rurale à habitat dispersé, selon la nouvelle grille communale de densité à sept niveaux définie par l'Insee en 2022.
Elle est située hors unité urbaine. Par ailleurs la commune fait partie de l'aire d'attraction de Toulouse, dont elle est une commune de la couronne,. Cette aire, qui regroupe 527 communes, est catégorisée dans les aires de 700 000 habitants ou plus (hors Paris),.

### Voies de communication et transports
La ligne 326 du réseau Arc-en-Ciel relie la commune à la gare de Castelnau-d'Estrétefonds, permettant des correspondances avec les TER Occitanie en direction de Toulouse et de Montauban.

### Risques majeurs
Le territoire de la commune de Drudas est vulnérable à différents aléas naturels : météorologiques (tempête, orage, neige, grand froid, canicule ou sécheresse), inondations et séisme (sismicité très faible). Un site publié par le BRGM permet d'évaluer simplement et rapidement les risques d'un bien localisé soit par son adresse soit par le numéro de sa parcelle.
Certaines parties du territoire communal sont susceptibles d’être affectées par le risque d’inondation par débordement de cours d'eau, notamment le ruisseau de Dère. La commune a été reconnue en état de catastrophe naturelle au titre des dommages causés par les inondations et coulées de boue survenues en 1982, 1999, 2001 et 2009,.

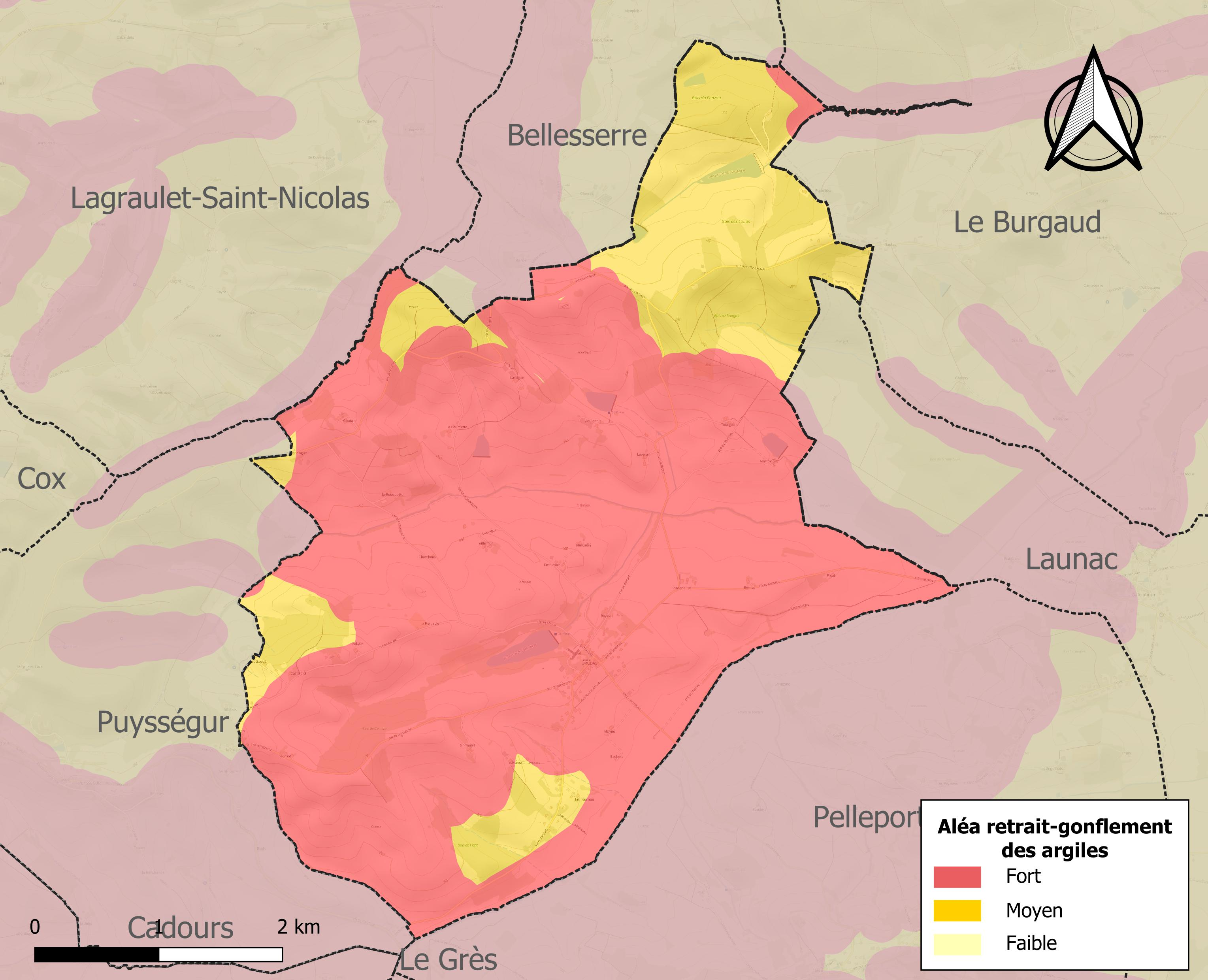
Carte des zones d'aléa retrait-gonflement des sols argileux de Drudas.

Le retrait-gonflement des sols argileux est susceptible d'engendrer des dommages importants aux bâtiments en cas d’alternance de périodes de sécheresse et de pluie. La totalité de la commune est en aléa moyen ou fort (88,8 % au niveau départemental et 48,5 % au niveau national). Sur les 102 bâtiments dénombrés sur la commune en 2019, 102 sont en aléa moyen ou fort, soit 100 %, à comparer aux 98 % au niveau départemental et 54 % au niveau national. Une cartographie de l'exposition du territoire national au retrait gonflement des sols argileux est disponible sur le site du BRGM,.
Par ailleurs, afin de mieux appréhender le risque d’affaissement de terrain, l'inventaire national des cavités souterraines permet de localiser celles situées sur la commune.
Concernant les mouvements de terrains, la commune a été reconnue en état de catastrophe naturelle au titre des dommages causés par la sécheresse en 1989, 1992, 2003 et 2011 et par des mouvements de terrain en 1999.

## Politique et administration

### Administration municipale
Le nombre d'habitants au recensement de 2017 étant compris entre 100 habitants et 499 habitants, le nombre de membres du conseil municipal pour l'élection de 2020 est de onze,.

### Rattachements administratifs et électoraux
Commune faisant partie de la sixième circonscription de la Haute-Garonne, de la communauté de communes des Hauts Tolosans et du canton de Léguevin (avant le redécoupage départemental de 2014, Drudas faisait partie de l'ex-canton de Cadours) et avant le 1er janvier 2017 de la communauté de communes des Coteaux de Cadours.

### Liste des maires
| Période                                  | Période   | Identité              | Étiquette | Qualité                              |
| ---------------------------------------- | --------- | --------------------- | --------- | ------------------------------------ |
| Les données manquantes sont à compléter. |           |                       |           |                                      |
| Mars 1959                                | Mars 2001 | Jean Bégué            |           | Employé SNCF, poste de commandement. |
| mars 2001                                | mars 2008 | Paul-Lucien Coutureau |           |                                      |
| mars 2008                                | 2010      | Gérard Finance        |           |                                      |
| 2010                                     | En cours  | Denis Dulong          | DVG       | Retraité                             |

## Population et société

### Démographie
L'évolution du nombre d'habitants est connue à travers les recensements de la population effectués dans la commune depuis 1793. Pour les communes de moins de 10 000 habitants, une enquête de recensement portant sur toute la population est réalisée tous les cinq ans, les populations de référence des années intermédiaires étant quant à elles estimées par interpolation ou extrapolation. Pour la commune, le premier recensement exhaustif entrant dans le cadre du nouveau dispositif a été réalisé en 2004.

En 2022, la commune comptait 199 habitants, en évolution de −10,76 % par rapport à 2016 (Haute-Garonne : +8,02 %, France hors Mayotte : +2,11 %).
| 1793 | 1800 | 1806 | 1821 | 1831 | 1836 | 1841 | 1846 | 1851 |
| ---- | ---- | ---- | ---- | ---- | ---- | ---- | ---- | ---- |
| 115  | 447  | 470  | 512  | 554  | 538  | 506  | 496  | 492  |

| 1856 | 1861 | 1866 | 1872 | 1876 | 1881 | 1886 | 1891 | 1896 |
| ---- | ---- | ---- | ---- | ---- | ---- | ---- | ---- | ---- |
| 505  | 528  | 492  | 460  | 414  | 405  | 377  | 360  | 319  |

| 1901 | 1906 | 1911 | 1921 | 1926 | 1931 | 1936 | 1946 | 1954 |
| ---- | ---- | ---- | ---- | ---- | ---- | ---- | ---- | ---- |
| 313  | 318  | 306  | 252  | 259  | 251  | 248  | 224  | 197  |

| 1962 | 1968 | 1975 | 1982 | 1990 | 1999 | 2004 | 2006 | 2009 |
| ---- | ---- | ---- | ---- | ---- | ---- | ---- | ---- | ---- |
| 184  | 153  | 147  | 137  | 138  | 172  | 182  | 180  | 182  |

| 2014 | 2019 | 2022 | - | - | - | - | - | - |
| ---- | ---- | ---- | - | - | - | - | - | - |
| 208  | 202  | 199  | - | - | - | - | - | - |

| selon la population municipale des années : | 1968 | 1975 | 1982 | 1990 | 1999 | 2006 | 2009 | 2013 |
| Rang de la commune dans le département      | 393  | 394  | 384  | 405  | 416  | 395  | 404  | 396  |
| Nombre de communes du département           | 592  | 582  | 586  | 588  | 588  | 588  | 589  | 589  |

### Enseignement
Drudas fait partie de l'académie de Toulouse.

### Activités sportives
Chasse, pétanque.

### Écologie et recyclage
La collecte et le traitement des déchets des ménages et des déchets assimilés ainsi que la protection et la mise en valeur de l'environnement se font dans le cadre de la communauté de communes des Coteaux de Cadours.
Une déchetterie est présente sur la commune de Cadours.

## Économie

### Revenus
En 2018  (données Insee publiées en septembre 2021), la commune compte 83 ménages fiscaux, regroupant 199 personnes. La médiane du revenu disponible par unité de consommation est de 25 350 € (23 140 € dans le département).

### Emploi
|                | 2008  | 2013  | 2018  |
| -------------- | ----- | ----- | ----- |
| Commune        | 6,3 % | 4,2 % | 6,7 % |
| Département    | 7,7 % | 9,6 % | 9,3 % |
| France entière | 8,3 % | 10 %  | 10 %  |

En 2018, la population âgée de 15 à 64 ans s'élève à 124 personnes, parmi lesquelles on compte 80,8 % d'actifs (74,2 % ayant un emploi et 6,7 % de chômeurs) et 19,2 % d'inactifs,. Depuis 2008, le taux de chômage communal (au sens du recensement) des 15-64 ans est inférieur à celui de la France et du département.
La commune fait partie de la couronne de l'aire d'attraction de Toulouse, du fait qu'au moins 15 % des actifs travaillent dans le pôle,. Elle compte 14 emplois en 2018, contre 13 en 2013 et 12 en 2008. Le nombre d'actifs ayant un emploi résidant dans la commune est de 92, soit un indicateur de concentration d'emploi de 15,6 % et un taux d'activité parmi les 15 ans ou plus de 58,1 %.
Sur ces 92 actifs de 15 ans ou plus ayant un emploi, 8 travaillent dans la commune, soit 9 % des habitants. Pour se rendre au travail, 97,8 % des habitants utilisent un véhicule personnel ou de fonction à quatre roues, 2,2 % s'y rendent en deux-roues, à vélo ou à pied et.

### Activités hors agriculture
10 établissements sont implantés  à Drudas au 31 décembre 2019.
Le secteur du commerce de gros et de détail, des transports, de l'hébergement et de la restauration est prépondérant sur la commune puisqu'il représente 30 % du nombre total d'établissements de la commune (3 sur les 10 entreprises implantées  à Drudas), contre 25,9 % au niveau départemental.

### Agriculture
|               | 1988 | 2000 | 2010 | 2020 |
| ------------- | ---- | ---- | ---- | ---- |
| Exploitations | 18   | 15   | 11   | 8    |
| SAU (ha)      | 740  | 709  | 696  | 505  |

La commune est dans les « Coteaux du Gers », une petite région agricole occupant une partie nord-ouest du département de la Haute-Garonne, caractérisée par une succession de coteaux peu accidentés, les surfaces cultivées étant entièrement dévolues aux grandes cultures. En 2020, l'orientation technico-économique de l'agriculture  sur la commune est la culture de céréales et/ou d'oléoprotéagineuses. Huit exploitations agricoles ayant leur siège dans la commune sont dénombrées lors du recensement agricole de 2020 (18 en 1988). La superficie agricole utilisée est de 505 ha,,.

## Culture locale et patrimoine

### Lieux et monuments
- Église Saint-Abdon-et-Sennen.
- "Le Pont Romain" : Joli ancien pont de brique sur le ruisseau du Marguestaud. Il est situé au sud de la commune, face à l'endroit où le chemin dit "du Pont Romain", côté Pelleport, fait un angle aigu. A cet endroit, le ruisseau du Marguestaud fait office de limite avec la commune de Pelleport.

### Personnalités liées à la commune
- Bertrand-Bernard de Boyer-Drudas, baron de Drudas.
- Louis-Emmanuel de Boyer-Drudas de Sauveterre (1725-1789).

## Pour approfondir